# Piteå
Piteå es una ciudad de Suecia , en la provincia norteña de Norrbotten y la capital del municipio homónimo . La ciudad tiene aproximadamente 24,000 habitantes. 

## Cultura
Piteå es conocido por su Pitepalt, un plato de comida que consiste en albóndigas de papa con relleno de cerdo picado. El área también es conocida por su dialecto, llamado Pitemål, que sin embargo es principalmente hablado por los ancianos en las aldeas circundantes.
Piteå tiene un auto servicio de comida rápida comúnmente utilizado por los motos de nieve. El restaurante fue un McDonald's desde febrero de 2002 hasta noviembre de 2007. Varios restaurantes de McDonald's en Norrbotten cerraron en ese momento, ante la competencia de Max Hamburgers. El restaurante ahora es parte de la cadena de hamburguesas Frasses. El auto servicio ha recibido cobertura internacional, incluido en The Travel Channel en un episodio llamado "Most Unique McDonald's".